# Europs raffrayi
Europs raffrayi es una especie de coleóptero de la familia Monotomidae.

## Distribución geográfica
Habita en Etiopía.